# 人類學史
人類學史是人類學作為一門學科發展與演變的過程。「人類學」（Anthropology）一詞出現甚早，早在康德的《實用人類學》中廣泛論述。但隨著西方文化對「人」的概念不斷改變，其指涉的意涵也有所不同。一直到19世紀晚期，今天所認識的人類學才在英國確立下來，作為稱呼這門研究人類整體與特殊性的學科之名稱。即使如此，之後的人類學仍經過若干次變革與反思，其主流理論與觀點已和其最初的理論觀點大不相同，甚至南轅北轍。唯一保留的是，今天的人類學仍強調文化在人類生活中的重要性，以及田野調查研究的重要性。
人類學史以各時期的重要理論進行時間上的劃分。雖然每個理論各有其主張，但基本關注問題在於各民族的差異性為何、人類學家（特別是西方文化人類學家）該如何察覺其研究對象〈特別指非西方的各民族文化〉的特徵、以及透過對異文化的研究反思西方文化或人類文明。由於絕大多數的人類學家們是在西方社會，特別是英國與美國的環境中接受訓練，他們的研究理論往往受到西方文化中其他學科影響，特別是傳統人文學中的歷史學、哲學與文學，或社會科學中的社會學、心理學，以及生物學等這幾門學科的影響格外深遠。此外，人類學理論介於科學與人文學的觀點，而非純然偏袒兩者中任何一方，這也是人類學史的一大特色之一。

## 人類學起源
以人類作為討論對象的學術思想並非近代的產物：西元前4世紀時，亞里士多德在《論靈魂》（De Anima）裡便以形上學的角度討論人與植物、動物的差別。然而這些想法仍仍停留在

## 人類學發展

### 早期（1870年代—1910年代）

#### 古典进化论
在这个时期，人类知识开始突飞猛进的增长，与此同时各式各样的研究组织开始建立，知识探索慢慢地进入到一个专业化的时代。在经济上，殖民贸易的产生使得西方与外界的各种不同的文化交流碰撞。还有一点十分重要的是，达尔文的进化论思想的诞生与传播。在这样的背景下，古典进化论，或称演化论诞生了。而古典进化论的产生是文化人类学作为一门独立学科正式诞生的界碑。该学派活跃于19世纪60至90年代，成熟的标志是泰勒的《原始文化》（1871）和摩尔根的《古代社会》（1877）。
早期的人类学家通常被称之为“单线进化论者”。他们坚信所有的文化基本上都沿着单一的发展线路以及同样的阶段在演变，即从野蛮到文明。德国的巴斯蒂安提出“心理一致说”，认为人类追求进步的心智和本质是一致的。面对当时不同的文明，摩尔根提出出社会进化大纲：蒙昧时代、野蛮时代、文明时代，认为社会文化进步的路线与阶段一致。同时在对亲属称谓的研究当中，归纳出“分类式”与“说明式”两种。古典进化论的人类学家相信人类和世界都是遵从自然、外在和既定的进步规律，从简单到复杂，从低级到高级，从同质不整合（机械团结）到异质整合（有机团结）的方向发展。他们认为每一种亲属称谓制度或形式，都是某种婚姻和家庭形式的反映。于是乎产生了家庭进化的观点：血亲家庭、伙婚制家庭、偶婚制家庭、父权制家庭、专偶制家庭。进化论者相信人类心理一致，并且愿意承认白人与非白人在基本能力上的平等，但他们却不愿意接受两者在文化上平等的观念，认为某些文化确实优于其他文化。
在研究方法上，没有形成理论化的体系。泰勒使用残存法、比较法、统计法；而摩尔根则使用问卷调查法并深入实地进行调查（但是在他的调查中，还没有形成田野工作的理论）。
古典进化论，没有考虑环境与地理所造成的文化的区域性与民族性，其立论基础是人类心智能力的一致性。然而这一理论以西方文化的“进步性”为前提，为欧洲中心主义作了论证。后来，普里查德在他的《论社会人类学》里批评古典进化论是一种“猜想的历史”或“推测的历史”。古典进化论的基本结论与研究方法在20世纪初即被悬置。

#### 传播学派
传播学派将人类社会文化的变迁归因于从一起源地传播到其他地方的学派。该学派于19世纪晚期和20世纪初发展。它反对的是独立发明说和平行发展论，也就是对古典进化论的反驳。
德国学者拉策尔被认为是第一位伟大的传播论者。他开创的“人类地理学”提出单一文化要素趋向于传播到其他地方，而整体文化复合体则通过迁移扩散开来。他还提出了“文化区域”的概念。弗罗贝纽斯提出了一种重要的概念：“文化圈”。在他的基础上，格雷布内尔提出了“地理文化圈”和“交迭文化层”。除此之外，施密特构架了四个基本文化圈：狩猎采集者、园艺种植者、精耕细作者、亚欧美的古代文明。
在英国，史密斯爵士与佩里两人认为所有伟大事物都源自于埃及法老、木乃伊、金字塔和太阳崇拜，他们那个时代的所有文化不过是那个曾经辉煌之地的暗淡残迹。佩里还有著述《太阳之子》。
该学派的理论要点可以归纳如下：
1. 其相信传播是文化发展的主要因素。
2. 其认定文化采借多于发明。
3. 其认为不同文化间的相同性是许多文化圈相交的结果。
4. 其认为古典进化论忽略了传播迁徙，并从传播角度重构了人类文化史。

### 中期（1910年代—1970年代）
20世紀初人類學研究出現了重大轉折：在美國，歷史特殊論在1910年代後逐漸從一片爭議聲中興起，成為美國人類學界的主流。他們批判古典進化論與傳播論天馬行空般地將人類同質化，試圖將各文化視為不可比較的獨立單位，另一方面將鬆散的人類學界整合成嚴謹的學術體系，把人類學重塑成全貌觀（holism）的學科；結構功能論則在1920年代的英國人類學界扮演類似的角色。他們強調田野調查的重要性，並從功能論的角度分析不同社會，試圖以較實證的科學方式呈現社會的整體樣貌。雖然這兩個學派立足點與發展完全不同，但皆具備以下特點：
1. 他們將每個文化與社會視為獨立的平等單位，且有意識地迴避我族中心主義（ethnocentrism）的想法。
2. 全貌觀被視為人類學家應具備的視野。一名人類學家研究其他社會與文化時不能僅有個別面向的了解，而必須有整體的認識。
3. 參與觀察法（Participant Observation）取代比較研究法，成為人類學家最主要的研究方法。從此田野調查變成人類學家的標誌，民族誌則是理論與研究的基礎。
4. 人類學家研究的文化（主要是西方人口中的「原始」文化）被視為「不會改變」的。猶如考古學家的發掘工作，人類學的目的在於「搶救」這些文化。

除了第四點外，前三點並未隨學派遷變而消失，反而流傳至今，成為人類學最重要的核心認同。
以上兩大學派位居主流地位，除了理論隨時間做出部分修正外，直到第二次世界大戰結束後才受到其他學派挑戰。這段全盛時間裡，兩個學派組織各種學術機構，利用有限的資源將人類學推廣到英美各大學、政府機構、企業裡，使人類學擺脫俱樂部式的學術環境，逐漸轉型為大眾普遍認同的學院式學門。同時，他們在各大學人類學系裡吸收從兩國各殖民地與印度、中國等非西方文明來的學生，將他們栽培成學者後送回母國從事教職或進行研究，使得人類學開始擺脫西方文明的區域限制，將影響力深入各文化圈裡。由於他們的努力，人類學發展迅速，到1950年代中期時在英美已擁有數千名成員。但這發展過程並非一帆風順，實際研究遇到的問題與大環境帶來的影響使質疑兩學派理論框架的聲音在1950年代後逐漸浮上檯面，其中最初的兩位挑戰者分別是過去數十年被刻意迴避的唯物論與修正過的多線演化論觀點。
1950年代初，唯物論以數種面貌重新出現在美國人類學界，其中生態人類學將文化與生態做連結，深刻影響到考古學界的新考古學學派。約在同一時期的歐洲，源自法國的結構主義風潮吹入英倫島上，使英國人類學界繼功能論後再次受到法國學派的影響。這兩個學派除了挑戰既有學派的理論外，也讓人類學被迫正視一個新問題：當各殖民地紛紛脫離母國控制，建立現代化的政治與社會體系時，人類學家要面對的還是過去被視為「一成不變」的文化群體嗎？新一代的人類學家為了解答這問題，除了繼續傳統的「原始文化」研究外，開始從社會學、政治學、經濟學與心理學中找尋新理論，一方面從大格局探討全球化體系對各區域文化的影響，另一方面深入

#### 歷史特殊論
以美国著名人类学家弗朗茨·博厄斯为首的历史特殊论派（博厄斯学派）是一种以历史特殊论作为基本理论核心，以文化区作为研究方法，以文化相对主义为研究态度而建立起来的人类学理论。
- 文化区分析法

文化独立论：反对古典进化论和传播论的主要理论工具。文化相对论：文化决定了文化。
- 文化区理论

文化区是一个人类学研究文化的单位。文化的最小单元是文化特质。
博厄斯的学生们给该学派作出了许多贡献。克鲁伯通过研究西方妇女服饰三百年的变化，提出文化形貌理论，主张“超有机体论”的文化观。威斯勒的年代-区域假说提出：那些在外围发现的文化特质较为古老，而在中心区发现的那些文化特质较新。罗维在《初民社会》当中强调“物质文化的历史”与“社会组织的历史”的张力。他认为通过物质文化来评判优劣是容易的，但是通过社会生活、精神生活则不然。萨丕尔在语言的研究中提出萨丕尔-沃尔夫假说，并在《语言论》指出“语言结构制约着思维模式，因而也决定着对外部世界的认知。”还有两位著名的女人类学家，分别是本尼迪克特与米德。本尼迪克特的研究重心在文化与国民性上，而米德则在文化人格上。
在自然科学独大的年代，历史特殊论伸张了文化的特性，起到了抢救濒危文化的作用，并对美国的自由主义观点产生了深远的影响。但它在批判已有理论的同时，却没有构建起完善的新理论。此外，它的文化观厚古薄今，应用性比较差。

#### 文化與人格學派
文化与人格学派又常被称作“文化中的人格”，“心理人类学”，“心理文化分析”等，其定义也相当多。一般地来说，该学派强调文化因素与个人因素或由个人产生的心理事件存在着密切的关系，重点研究依文化而变化的个人，如个人是如何必然受到特定社会或文化要素的影响，如何在该文化的范围内构筑自己的人格等。
弗洛伊德的文化人类学研究与卡迪纳的基本人格结构，被看作是文化与人格学派的心理学基础。
本尼迪克特的国民性研究呈现在她的两部作品当中。《文化模式》指出文化就是“大写的个性”，并总结出三种文化模式：阿波罗型、迪奥尼斯型、妄想或偏执型。而她对现代国家的国民性研究则是《菊与刀》。其带有新精神分析的色彩，注重对于儿童早期经验分析。
米德的观点是文化决定人格。米德的《来自南海》三部曲：《萨摩亚人的成年》、《新几内亚儿童的成长》、《三个原始部落的性别与气质》，归纳出一些结论，例如她认为“以往我们归诸于人性的东西，绝大多数不过是我们对于生活于其中的文明施加给自己的各种限制的一种反应。” 同时关注于青少年成长的问题，她还在《文化与承诺》当中阐释了文化传承与代沟问题，并且归因于文化。
此外，林顿关于文化与人格的研究也十分重要。在他的《人的研究》当中，他着重研究了个人心理结构如何影响文化。他与雷德菲儿德、赫斯科维茨成立文化涵化委员会，着重研究两种不同文化的接触、碰撞过程，文化的移入或适应的特点。他还提出了“本土主义运动”，他将其定义为“社会成员在复兴或永久保持其文化精神方面，所表现出来的有意识有组织的努力。”
克拉克洪综合各家观点，重新定义文化的概念，并十分重视价值体系的研究。他主张传统的人类学研究应当运用与现代的文明社会。在研究的方法论上，他主张跨学科的文化比较研究。
在跨文化的比较研究之中，许烺光认为“人格”这个概念应当是指个人一生中与社会文化产生相互作用的动态过程，并主张用“心理人类学”来称呼“文化与人格”。

### 當代人類學（1970年代以降）

#### 詮釋人類學與象徵人類學
象征人类学（Symbolic Anthropology，又译符号人类学）或阐释人类学（Interpretive Anthropology）的主要人物有克里弗德·紀爾茲（Clifford Geertz）、维克多·特纳（Victor Turner）与大卫·施耐德（David M. Schneider）等，兴起于1960年代英美，视文化为一套由象征与意义构成的象征体系，因此人类学家必须视异文化为文本，借由田野调查等长时间的研究方式，解读并细腻地诠释当地文化。